# Microcoelia globulosa
Microcoelia globulosa är en orkidéart som först beskrevs av Ferdinand von Hochstetter, och fick sitt nu gällande namn av Lars Jonsson. Microcoelia globulosa ingår i släktet Microcoelia och familjen orkidéer. Inga underarter finns listade i Catalogue of Life.